# 김가 이가
《김가 이가》는 1993년 10월 24일부터 1994년 4월 10일까지 방영된 문화방송 시트콤이다.

## 트리비아
참고로 이 작품은 한국의 대표적인 성씨인 김씨와 이씨를 이웃으로 하여 보수적인 김씨 가정과 현대적인 이씨 가정의 대비를 통해 세대간 가치관과 생활방식의 차이가 빚어내는 웃음과 해학의 공개 시트콤이다.
이 드라마는 첫 회부터 1994년 2월 20일까지는 밤 9시 50분에 하다가 1994년 2월 27일부터는 10시 30분으로 옮기고 부부의 성을 다루었다.
한편, 맹상훈 자리에는 당초 손창호가 낙점되었으나 갑작스런 대마초 사건 때문에 불발됐으며 박주미가 캐스팅 물망에 올랐지만 녹화를 펑크내 제작에 차질을 가져왔다는 이유로 무산됐고 그 무렵 2회분이 제작 완료된 상태였으며 이 같은 캐스팅 변경 탓인지 전면 재촬영에 들어갔다.
아울러, 고급유머에 대한 가능성을 보여줬을 뿐 리얼리티의 부족 등 타방송사의 시트콤들이 거둔 성과를 뛰어넘지 못했다.
이렇게 되자 1994년 2월 27일부터 일요일 밤 10시 30분으로 시간대를 조정하는 동시에 성인시트콤을 시도하는 한편 박정수를 같은 해 3월 6일부터 중도투입시켰으나 결국 그 해 봄 개편으로 인하여 막을 내려야 했다.

## 방송 시간
| 방송 채널 | 방송 기간                          | 방송 시간                    | 방송 분량 |
| --------- | ---------------------------------- | ---------------------------- | --------- |
| MBC TV    | 1993년 10월 24일 ~ 1994년 2월 20일 | 매주 일요일 밤 9:50 ~ 10:50  | 60분      |
| MBC TV    | 1994년 2월 27일 ~ 1994년 4월 10일  | 매주 일요일 밤 10:30 ~ 11:30 | 60분      |

## 출연진
- 이영후 : 김재풍
- 김창숙 : 박순례(재풍의 아내)
- 이상우 : 김상현(재풍의 아들)
- 박철 : 김대현(재풍의 아들)
- 한진희 : 이인규
- 윤여정 : 윤용남(인규의 아내)
- 양희경 : 윤미경(용남의 여동생)
- 황인정 : 이보람(인규의 딸)
- 김수정 : 이한솜(인규의 딸)
- 이정후 : 이단비(인규의 딸)
- 맹상훈
- 박정수 (중도합류)

## 방영목록
제1화 잘못 만났습니다
제2화 닭울음소리
제3화 옛사랑,지금사랑
제4화 만약에
제5화 공부못하는 학생
제6화 돈
제7화 가정폭력에 관하여
제8화 위 아더 월드
제9화 건강하세요
제10화 등록금때문
제11화 새해 복많이 받으세요
제12화 일하는 여자
제13화 결혼이란
제14화 질투때문에
제15화 가출
제16화 혼자사는 법
제17화 독립선언
제18화 히포크라테스 선서
제19화 한밤의 부부
제20화 순결
제21화 남편의 외도
제22화 봄이 왔어요
제23화 딸과 아들
제24화 잘만났습니다(최종회)

## 결방
- 1994년 1월 2일 - 신년특선영화 《노 웨이 아웃》 편성[9]

## 참고 사항
- 이 드라마의 주조연 및 단역을 포함한 역대 총 출연진 중 최고령 출연자는 극중 이인규(한진희 분)의 빙부 윤춘상 역으로 단역 출연한 남성 원로 영화배우 겸 연기자 추봉(1922년생) 선생이며, 차고령 출연자는 극중 김재식(이영후 분)의 빙부 박재준 역으로 단역 출연한 남성 원로 연극배우 겸 연기자 최명수(1924년생) 선생이다.